# Chris Venables
Chris Venables (Shrewsbury, 23 luglio 1985) è un calciatore inglese, attaccante del Penybont.

## Carriera
Cresciuto nel Shrewsbury Town, società calcistica della sua città natale, viene ingaggiato nel 2003 dal Caersws dove permane per quattro stagioni. Nell'estate del 2007 passa al Welshpool Town e nell'anno successivo approda per la prima volta nella squadra dell'Aberystwyth Town.
A fine stagione passa al Llanelli Town. Nella stagione 2010-2011 vince la Welsh Cup segnando un gol nella finale contro il Bangor City.
Nel mercato invernale della stagione 2012-2013 viene ceduto nuovamente all'Aberystwyth Town, dove si affermerà come uno degli attaccanti più prolifici della Welsh Premier League, aggiudicandosi il titolo di capocannoniere del torneo per tre anni consecutivi (2013-2014, 2014-2015 e 2015-2016).
Nel luglio del 2016 approda al Bala Town con il quale vince subito una Welsh Cup. Con i The Lakers riesce a vincere per due volte anche la classifica marcatori (stagione 2019-2020 e 2020-2021).
In ambito europeo, il 27 agosto 2020, con la maglia del Bala Town, realizza la rete decisiva dell'1-0 contro il Valletta nel match valido per il primo turno di qualificazione alla UEFA Europa League 2020-2021 giocato a Malta, in gara secca ed a porte chiuse (disposizioni UEFA onde evitare l'aumento dei contagi da COVID-19). Si tratta del primo storico passaggio di un turno di una competizione europea per il club gallese.

## Statistiche
Aggiornate al 20 maggio 2025.

### Presenze e reti nei club
| Stagione                | Squadra                 | Campionato              | Campionato | Campionato | Coppe nazionali | Coppe nazionali | Coppe nazionali | Coppe continentali | Coppe continentali | Coppe continentali | Totale | Totale |
| Stagione                | Squadra                 | Comp                    | Pres       | Reti       | Comp            | Pres            | Reti            | Comp               | Pres               | Reti               | Pres   | Reti   |
| ----------------------- | ----------------------- | ----------------------- | ---------- | ---------- | --------------- | --------------- | --------------- | ------------------ | ------------------ | ------------------ | ------ | ------ |
| 2003-2004               | Caersws                 | WPL                     | ?          | ?          | WC+WLC          | ?               | ?               | -                  | -                  | -                  | ?      | ?      |
| 2004-2005               | Caersws                 | WPL                     | ?          | ?          | WC+WLC          | ?               | ?               | -                  | -                  | -                  | ?      | ?      |
| 2005-2006               | Caersws                 | WPL                     | ?          | ?          | WC+WLC          | ?               | ?               | -                  | -                  | -                  | ?      | ?      |
| 2006-2007               | Caersws                 | WPL                     | ?          | ?          | WC+WLC          | ?               | ?               | -                  | -                  | -                  | ?      | ?      |
| Totale Caersws          | Totale Caersws          | Totale Caersws          | 91         | 25         |                 | ?               | ?               | -                  | -                  | -                  | 91+    | 25+    |
| 2007-2008               | Welshpool Town          | WPL                     | 29         | 8          | WC+WLC          | ?               | ?               | -                  | -                  | -                  | 29+    | 8+     |
| 2008-2009               | Aberystwyth Town        | WPL                     | 27         | 3          | WC+WLC          | ?               | ?               | -                  | -                  | -                  | 27+    | 3+     |
| 2009-2010               | Llanelli Town           | WPL                     | 31         | 6          | WC+WLC          | 1+?             | 0+?             | UEL                | 2                  | 0                  | 34+    | 6+     |
| 2010-2011               | Llanelli Town           | WPL                     | 26         | 2          | WC+WLC          | 2+4             | 2+0             | UEL                | 2                  | 0                  | 34     | 4      |
| 2011-2012               | Llanelli Town           | WPL                     | 31+2       | 10+0       | WC+WLC          | 2+2             | 2+1             | UEL                | 1                  | 0                  | 38     | 13     |
| 2012-feb. 2013          | Llanelli Town           | WPL                     | 12         | 1          | WC+WLC          | ?+2             | ?+2             | UEL                | 2                  | 0                  | 16+    | 3+     |
| Totale Llanelli Town    | Totale Llanelli Town    | Totale Llanelli Town    | 100+2      | 19+0       |                 | 5+8             | 4+3             |                    | 7                  | 0                  | 122+   | 26+    |
| feb.-giu. 2013          | Aberystwyth Town        | WPL                     | 10         | 1          | WC+WLC          | 0               | 0               | -                  | -                  | -                  | 10     | 1      |
| 2013-2014               | Aberystwyth Town        | WPL                     | 30         | 24         | WC+WLC          | 4+?             | 5+0             | -                  | -                  | -                  | 34+    | 29     |
| 2014-2015               | Aberystwyth Town        | WPL                     | 27+2       | 28+2       | WC+WLC          | 2+1             | 3+2             | UEL                | 2                  | 0                  | 34     | 35     |
| 2015-2016               | Aberystwyth Town        | WPL                     | 31         | 20         | WC+WLC          | ?+1             | 0+1             | -                  | -                  | -                  | 32+    | 21     |
| Totale Aberystwyth Town | Totale Aberystwyth Town | Totale Aberystwyth Town | 125+2      | 76+2       |                 | 6+2             | 8+3             |                    | 2                  | 0                  | 137+   | 89+    |
| 2016-2017               | Bala Town               | WPL                     | 30         | 8          | WC+WLC          | 4+1             | 2+3             | -                  | -                  | -                  | 35     | 13     |
| 2017-2018               | Bala Town               | WPL                     | 26         | 8          | WC+WLC          | 1+0             | 0+0             | UEL                | 2                  | 1                  | 29     | 9      |
| 2018-2019               | Bala Town               | WPL                     | 27+2       | 12+0       | WC+WLC          | 2+1             | 2+1             | UEL                | 2                  | 0                  | 34     | 15     |
| 2019-2020               | Bala Town               | WPL                     | 25         | 22         | WC+WLC          | 1+4             | 0+1             | -                  | -                  | -                  | 30     | 23     |
| 2020-2021               | Bala Town               | CP                      | 31         | 24         | -               | -               | -               | UEL                | 2                  | 1                  | 33     | 25     |
| 2021-2022               | Bala Town               | CP                      | 18         | 8          | WC+WLC          | 4+3             | 9+1             | UEL                | 2                  | 0                  | 27     | 17     |
| 2022-2023               | Bala Town               | CP                      | 28         | 7          | WC+WLC          | 5+4             | 4+2             | UECL               | 2                  | 0                  | 39     | 13     |
| Totale Bala Town        | Totale Bala Town        | Totale Bala Town        | 185+2      | 89+0       |                 | 14+13           | 17+8            |                    | 10                 | 2                  | 227    | 115    |
| 2023-2024               | Penybont                | CP                      | 21+2       | 18+2       | WC+WLC          | 2+1             | 1+1             | UECL               | 2                  | 1                  | 28     | 23     |
| 2024-2025               | Penybont                | CP                      | 26         | 9          | WC+WLC          | -               | -               | -                  | -                  | -                  | 26     | 9      |
| Totale Carriera         | Totale Carriera         | Totale Carriera         | 577+8      | 243+4      |                 | 30+24           | 30+15           |                    | 21                 | 3                  | 660+   | 295+   |

## Palmarès

### Club

#### Competizioni nazionali
- Coppa del Galles: 2

Llanelli: 2010-2011
Bala Town: 2016-2017
- Welsh League Cup: 2

Caersws: 2006-2007
Bala Town: 2022-2023

### Individuale
- Capocannoniere della Welsh Premier League: 4

2013-2014 (24 gol), 2014-2015 (28 gol), 2015-2016 (20 gol), 2019-2020 (22 gol), 2020-2021 (24 gol)